# 荷重痕
荷重痕（かじゅうこん、load structure,load cast）とは、まだ凝固していない堆積層の上に、流動性のある堆積物が積もった時に、上層の堆積物の重みで下層の面（層理面）に不均等荷重がかかり、めりこむようになる2次的な堆積構造の総称をいう。
新しく堆積した単層（地層）の底面で見られる痕跡であることから、底痕のひとつとして分類される。

## 概要
凝固していない下層の粒子が泥で、上層の粒子が砂で構成される時に流動がよく認められる。流動する時に、下層の堆積物も上方にめりこむようになり、堆積物粒子が小さく流動性に富むと、先端が尖った特徴的な形状になり易くなる。この構造を火炎構造といい、下層が火山灰層の時にもよく認められる。
下方へ向かっての形状は凸状、ボール状、球根状、分離したもの、また、大きさもまちまちであるが地層の上下判定と堆積時の傾斜判定が可能であり、他の層理面と対比したり、級化方向と照らし合わせるなど、堆積時の環境が推察される。荷重痕の形は流動が停止した荷重が安定する条件であるため、その形状によっては、堆積した時から荷重痕に発達するまでの時間軸を加えた解析を行い、堆積物の締まり具合を復元することも可能になる。
堆積物が凝固するまでの流動は、粒子の最終移動までのことであるため、葉理を観察することで解析が可能になり、一定の規則性が認められるとその成因を探る重要な手がかりとなる。荷重痕を解析することによって、堆積環境時の様々な地質情報が提供されることになる。